# Крайзман, Виктор Львович
 Виктор Львович Крайзман   (род. 3 мая 1948 года, Ростов-на-Дону) — ученый-физик, доктор физико-математических наук, профессор кафедры теоретической и вычислительной физики физического факультета Ростовского государственного университета.  

## Биография
Виктор Львович Крайзман родился 3 мая 1948 года в Ростове-на-Дону. Среднее образование получал в физико-математическом интернате №18 им. А. Н. Колмогорова при Московском государственной университете. В 1971 году окончил физический факультет Ростовского университета. Дипломную работы выполнял в институте теоретической физики имени Л. Ф. Ландау  РАН.
В 1971-1974 годах учился в аспирантуре Ростовского университета. В 1978 году подготовил и защитил диссертацию кандидата физико-математических наук по теме: «Исследование роли ближайшего окружения в формировании особенностей рентгеновских спектров поглощения в веществе». По окончании учебы работал младшим научным сотрудником в подразделении отдела теоретической физики НИИ физики Ростовского государственного университета, потом — старшим научным сотрудником отдела теоретической физики НИИ физики Ростовского университета. С 1992 года работал доцентом кафедры квантовой радиофизики, потом — кафедры теоретической и вычислительной физики.
В 1998 году защитил докторскую диссертацию в НИИ физики РГУ на тему: «Теория ориентационной и поляризационной зависимости тонких структур рентгеновских спектров и ее применение для исследования атомного и электронного строения конденсированных сред».  В 1998 году стал доктором физико-математических наук.  С 1999 года – профессор кафедры теоретической и вычислительной физики Ростовского университета.
Область научных интересов: исследования атомной и электронной структуры конденсированных сред, используя  методы рентгеновской спектроскопии и аномального рассеяния рентгеновских лучей, проблемы физики твердого тела и ядерной физики. Им предложен механизм расщепления гиперядер в веществе связанный с влиянием кулоновского поля соседних ядер на слабо связанное гиперядро.
Виктор Львович Крайзман является автором около 200 печатных работ, включая монографию «Влияние рассеяния электронной волны внешним потенциалом на рентгеновский переход в атоме» (1975).
Занимается преподавательской деятельностью в РГУ, его аспирант, Мазниченко Игорь Владимирович, подготовил диссертацию на тему: «Расчеты рентгеновских спектров поглощения в оксидах Mn - кристаллах с сильно скоррелированными электронами».